# Albert Baxmann
Albert Gustav Adolf Baxmann (17. September 1848 in Magdeburg – 25. Januar 1907 in Wiesbaden) war ein deutscher Theaterschauspieler.

## Leben
Baxmann begann seine Bühnenlaufbahn Ende der 1860er Jahre und wirkte von 1869 bis 1876 in Magdeburg, 1877 in Straßburg, kehrte hierauf für ein Jahr nach Magdeburg zurück, kam dann nach Halle (1879), an das Hoftheater in Schwerin 1880 bis 1882, nach Leipzig 1883 bis 1889, ans Hoftheater in Wiesbaden 1890 bis 1896, wirkte hierauf drei Jahre als Regisseur und Darsteller in Mainz und trat 1899 in den Verband der vereinigten städtischen Bühnen in Graz.